# Phaethontiformes
Phaethontiformes este un ordin taxonomic de păsări acvatice, care trăiesc pe mările și oceanele din regiunile calde tropicale. Ordinul cuprinde familia Phaethontidae cu trei specii. Păsările din această grupă taxonomică sunt zvelte, au cea mai mare parte a penajului de culoare albă, numai capul, aripile și coada fiind negre.

## Caractere morfologice
Păsările au un aspect asemănător cu sternidaele, având însă o talie mai mare. Lungimea corpului ating 50 cm, o greutate de n 300 - 750 g. iar avengura aripilor 1 m. Penajul în afară de coloritul alb negru mai poate vea nuanțe de portocaliu, roșiatic sau roz. Caracteristic este coada lungă în formă de evatai. Picioarele sunt scurte, păsările deplasându-se greoi pe sol. Ciocul de culoare galbenă sau roșie, este lung subțire și ascuțit la vârf. Degetele caracteristic păsărilor acvatice sunt unite printr-o membrană interdigitală. Nu prezintă un dimorfism sexual accentuat, masculii fiind ceva mai mari ca femelele.

## Areal de răspândire
Păsările cu coada roșitică sunt răspândite în Oceanul Indian și regiunile tropcale din Pacific. Pe când celelate specii pot fi întâlnite în Oceanul Indian, Pacific și Atlantic, ele preferă apele care au temperatura între 24 - 30 °C. Ele pot fi întâlnite în ambele emisfere, mai ales în regiunea tropicelor situată între ecuator și paralela de 23°. Cel mai mult timp păsările îl petrec în aer, fiind frecvent la distanțe de mai multe sute de kilometri, depărtare de coastă. Clocesc pe insule izolate, sau maluri stâncoase, înalte.

## Mod de viață
Păsările se hrănesc cu pești, frecvent pești zburători, pe care-i vânează de la ca. 25 de m. înălțime, prin plonjare în apă.

## Reproducere
Păsările sunt apte de reproducție la vârsta de 3 - 4 ani. Ele depun un singur ou, clocit timp de 40 - 46 de zile de ambii părinți, cuiburile sunt în colonii mici, pe insulele din zonele calde, cuibul fiind amplasat pe un loc greu accesibil pentru animale carnivore.
Pe Insula Crăciunului, păsările cuibăresc chiar în arbori. Perioada de reproducție are loc de obicei din primăvară până în vară, pe unele insule se poate întinde pe tot timpul anului. În timpul clocitului sunt foarte agresive, aceste lupte cauzează uneori o pierdere de până la 70 % a puilor. Această agresivitate a păsărilor, duce frecvent la gonirea cu succes a furtunarilor care caută să răpească puii. Păsările pot atinge vârsta de peste 20 de ani. Grupa lor taxonomică cuprinde trei specii: 
- Phaethon aethereus, cu lungimea de 60–100 cm
- Phaethon lepturus, cu lungimea de 40–80 cm
- Phaethon rubricauda, cu lungimea de 45–90 cm